# Hermann Bahr

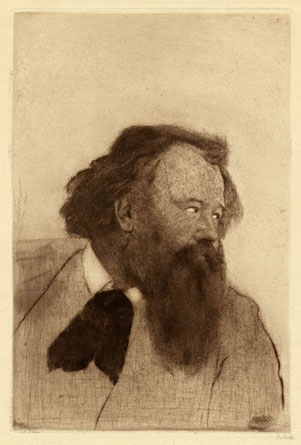
Hermann Bahr
Emil Orlík (1904).

Hermann Bahr (Linz, 19 de julio de 1863-15 de enero de 1934) fue un escritor, dramaturgo, director y crítico austriaco.

## Biografía
Nacido y criado en Linz, Bahr estudió Filosofía, Derecho, Económicas y Filología en Viena, Czernowitz y Berlín. Durante una prolongada estancia en París descubrió su interés por la literatura y el arte. Entonces trabajó como crítico artístico, primero en Berlín y luego en Viena. 
Desde 1906-1907, trabajó como director con Max Reinhardt en el Teatro Alemán de Berlín, y a partir de 1918 como dramaturgo del Burgtheater vienés. Más tarde, encontró trabajo como lector con S. Fischer Verlag, una empresa editorial alemana, donde se hizo amigo de Arno Holz.
Portavoz del grupo literario Joven Viena, Bahr fue un miembro activo de la vanguardia austriaca, produciendo tanto crítica como obras impresionistas. La relación de Bahr con los literarios de café hicieron de él uno de los principales objetivos del periódico de Karl Kraus Die Fackel (La antorcha) después de que Kraus quedara fuera del grupo.
Bahr fue el primer crítico que aplicó la etiqueta modernismo a obras literarias, y fue un temprano observador del movimiento expresionista. Sus papeles teóricos fueron importantes en la definición de las nuevas categorías literarias. Sus 40 obras de teatro y alrededor de 10 novelas nunca alcanzaron la calidad de sus trabajos teóricos.

## Ficción selecta

### Obras de teatro
- Los nuevos hombres (Die neuen Menschen - 1887)
- La madre (Die Mutter - 1891)
- Das Tschaperl (1897)
- Der Star (1899)
- Wienerinnen (1900)
- Der Krampus (1902)
- Ringelspiel (1907)
- El concierto (Das Konzert - 1909)
- Los niños (Die Kinder - 1911)
- Das Prinzip (1912)
- Der Querulant (1914)
- El maestro (Der Meister - 1914)

### Relatos y cuentos
- La escuela del amor (Die gute Schule. Seelenstände - 1890)
- Fin de siècle (1891)
- Die Rahl (1908)
- O Mensch (1910)
- Österreich in Ewigkeit (1929)

## Obras selectas de no ficción

### Ensayos
- Zur Kritik der Moderne (1890)
- Die Überwindung des Naturalismus (1891)
- Symbolisten (1894)
- Wiener Theater (1899)
- Frauenrecht (1912)
- Inventur (1912)
- Expressionismus (1916)
- Burgtheater (1920)

### Libros
- Theater (1897)
- Drut (1909)
- Himmelfahrt (1916)
- Die Rotte Korahs (1919)
- Autorretrato (Selbstbildnis - 1923), una autobiografía